# Грачевка (приток Ольшанки)
Грачевка — река в России, протекает по Аркадакскому району Саратовской области. Длина реки — 28 км, площадь водосборного бассейна — 116 км².
Начинается в прудах у хутора Шебалов. Течёт в общем северо-западном направлении через Грачёвку и Ростоши. Около Грачёвки на реке — крупный пруд. Устье реки находится в 17 км по правому берегу реки Ольшанки.

## Данные водного реестра
По данным государственного водного реестра России относится к Донскому бассейновому округу, водохозяйственный участок реки — Хопёр от истока до впадения реки Ворона, речной подбассейн реки — Хопер. Речной бассейн реки — Дон (российская часть бассейна).